# Jurassic Park (roman)
Pour les articles homonymes, voir Jurassic Park (homonymie).
Cet article concerne le roman de Michael Crichton. Pour la série de films, voir Jurassic Park (série de films). Pour les autres significations, voir Jurassic Park (homonymie).
Jurassic Park (titre original : Jurassic Park) est un roman de science-fiction (associé aux genres du techno-thriller et du biopunk) écrit par Michael Crichton et publié en 1990.
Sur une île du Costa Rica, une entreprise spécialisée dans la génétique a réussi à recréer des dinosaures par la technique d'extraction d'ADN fossile. Les dinosaures sont placés dans un luxueux parc à thèmes pour rentabiliser les recherches. Mais la nature imprévisible de ces organismes du passé entraine de nombreux incidents. Lorsque les systèmes de sécurité sont coupés par un technicien travaillant pour une entreprise rivale, les dinosaures s'échappent et menacent un groupe de visiteurs…
Crichton met en garde le lecteur contre les dangers des manipulations génétiques, la relation entre l'Homme et les espèces animales, et la violence d'une Nature pouvant reprendre ses droits à tout instant. Véritable best-seller à sa sortie, Jurassic Park a relancé l’intérêt du public pour les dinosaures, intérêt décuplé par l'adaptation cinématographique de Steven Spielberg en 1993.
Le roman Jurassic Park a connu une suite en 1995, du même auteur, sous le titre Le Monde perdu.

## Création

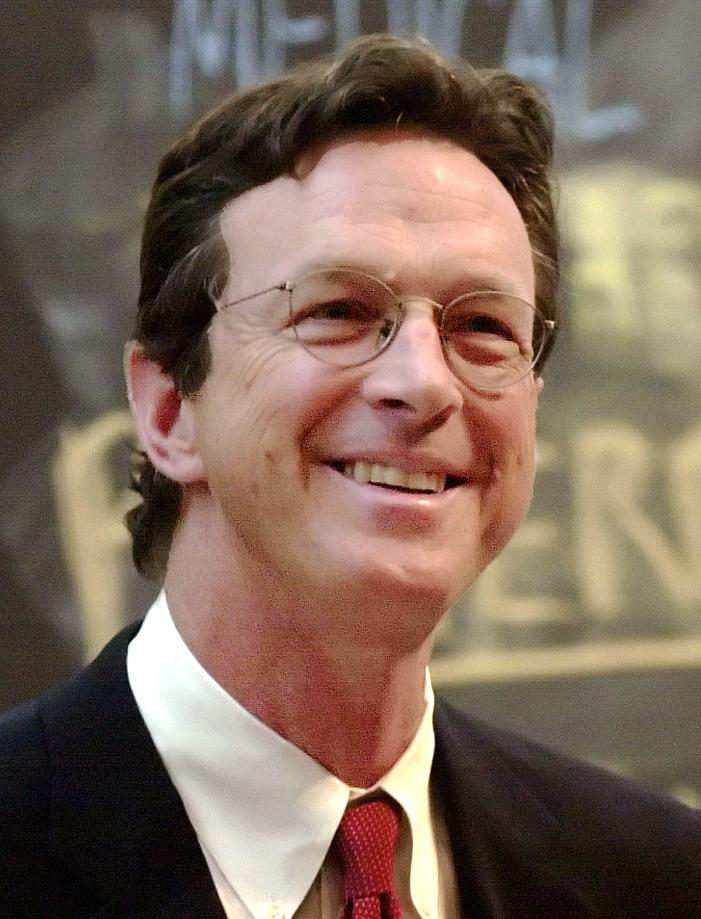
Jurassic Park est le 17e roman de Michael Crichton.

Jurassic Park est le dix-septième roman publié par Michael Crichton et le septième publié sous son vrai nom après La Variété Andromède, L'Homme terminal, Un train d'or pour la Crimée, Le Royaume de Rothgar, Congo et Sphère.
L'auteur conçoit la première ébauche de son futur roman en 1983, sous la forme d'un scénario de film dans lequel une technologie génétique permet de recréer un ptérosaure ; faute d'être satisfait de son histoire, il la retravaille pendant plusieurs années pour la rendre plus crédible. Il a alors l'idée de faire se dérouler l'histoire dans un parc d'attraction, et écrit une première version d'un roman dans lequel l'évasion des dinosaures est relatée du point de vue d'un jeune garçon. Mais ses relecteurs habituels détestent tous le résultat, et il en est de même des versions suivantes, malgré les corrections qu'il y apporte. Il finit par comprendre que l'histoire fonctionnerait mieux racontée du point de vue d'adultes, et la réécrit en ce sens avec succès.
Vingt-deux ans auparavant, Crichton a réalisé un film développant une intrigue en partie similaire : Mondwest, où, dans un parc d’attraction, les robots se rebellent contre les clients et leurs créateurs. Les auteurs Mike Ashley et Gary Westfahl ont relevé des similitudes entre une nouvelle de Robert Silverberg, intitulée Notre Dame des Sauropodes, parue en 1980, et le roman de Crichton, notamment la recréation de dinosaures grâce à la génétique,.
Jurassic Park paraît en anglais américain aux États-Unis, à New York, chez l'éditeur Alfred A. Knopf, en 1990. En France, le roman est traduit en français par Patrick Berthon et est édité à Paris aux éditions Robert Laffont en 1992.

## Description

### Structure du roman
La structure du roman correspond à l'organisation suivante :
1. Introduction: L'incident Ingen ("The InGen Incident")
2. Prologue: La morsure du raptor ("The Bite of the Raptor")
3. Première itération
  1. Un Goût de paradis ("Almost Paradise")
  2. Puntarenas ("Puntarenas")
  3. La plage ("The Beach")
  4. New York ("New York")
  5. La forme des données ("The Shape of the Data")
4. Deuxième itération
  1. La côte de la mer intérieur ("The Shore of the Inland Sea")
  2. Squelette ("Skeleton")
  3. Cowan, Swain et Ross ("Cowan, Swain and Ross")
  4. Plans ("Plans")
  5. Hammond ("Hammond")
  6. Choteau ("Choteau")
  7. Une occasion à saisir ("Target of Opportunity")
  8. Aéroport ("Airport")
  9. Malcolm ("Malcolm")
  10. Isla Nublar ("Isla Nublar")
  11. Comité d'accueil ("Welcome")
5. Troisième itération
  1. Le parc Jurassique ("Jurassic Park")
  2. Quand les dinosaures régnaient sur la Terre ("When Dinosaurs ruled the Earth")
  3. La visite ("The Tour")
  4. Contrôle ("Control")
  5. Version 4.4 ("Version 4.4")
  6. Contrôle ("Control")
  7. La tournée des dinosaures ("The Tour")
  8. Contrôle ("Control")
  9. Le grand Rex ("Big Rex")
  10. Contrôle ("Control")
  11. Stégosaure ("Stegosaur")
  12. Contrôle ("Control")
  13. Sites de reproduction ("Breeding Sites")
6. Quatrième itération
  1. Sur la route ("The Main Road")
  2. Retour ("Return")
  3. Nedry ("Nedry")
  4. Bungalow ("Bungalow")
  5. Tim ("Tim")
  6. Lex ("Lex")
  7. Contrôle ("Control")
  8. La route ("The Road")
  9. Contrôle ("Control")
  10. Dans le parc ("In the Park")
  11. Contrôle ("Control")
  12. Le parc ("The Park")
  13. L'aube ("Dawn")
  14. Le parc ("The Park")
7. Cinquième itération
  1. Recherches ("Search")
  2. La volière ("Aviary")
  3. Tyrannosaure ("Tyrannosaur")
  4. Contrôle ("Control")
8. Sixième itération
  1. Retour ("Return")
  2. Circuits ("The Grid")
  3. Pavillon ("Lodge")
  4. Contrôle ("Control")
9. Septième itération
  1. Détruire le monde ("Destroying the World")
  2. Retour à la normale ("Under Control")
  3. Presque un paradigme ("Almost Paradigm")
  4. Descente ("Descent")
  5. Hammond ("Hammond")
  6. La plage ("The Beach")
  7. La tombée du soir ("Approaching Dark")
10. Épilogue : San José[7] ("San José")

### Résumé
Deux citations de Carl von Linné et Erwin Chargaff sont placées en épigraphe au début du roman. Lʼintroduction fait mention de « lʼincident dʼInGen », qui sʼest produit en août 1989, et explique les avancées des scientifiques dans le domaine de la biotechnologie.
D'étranges incidents surviennent au Costa Rica. Un ouvrier affreusement mutilé est transporté dans un hôpital en urgence. Des bébés sont retrouvés dévorés dans leurs berceaux. Sur une plage, une fillette est attaquée par un lézard inconnu à trois doigts. L'échantillon d'une carcasse est envoyé à un laboratoire à l'Université Columbia, où l'on ne tarde pas à appeler Alan Grant, paléontologue de renom, qui procède à des fouilles dans le Montana. Lorsque ce dernier reçoit un fax du squelette de lézard, il est extrêmement surpris de constater qu'il partage d’étonnantes similitudes avec celui d'un dinosaure. Avant qu'ils ne puissent enquêter plus loin, Grant et son assistante, l'étudiante Ellie Sattler, sont contactés par le milliardaire John Hammond.
Hammond est le président de la société de biotechnologie InGen (International Genetic Technologies), et un généreux contributeur aux fouilles archéologiques de par le monde. Le vieil homme possède une réserve biologique située sur une île à cent soixante kilomètres des côtes du Costa Rica. Une série d'incidents malheureux survenus dans ce parc ont fini par inquiéter ses investisseurs, dont l'avocat Donald Gennaro. Hammond cherche à les rassurer en obtenant lʼaval dʼexperts pour ouvrir son zoo au public. Grant et Ellie acceptent de se rendre sur l'île en tant que consultants, avec Gennaro, le temps d'un week-end. Ils sont rejoints par le mathématicien Ian Malcolm, défenseur de la théorie du chaos. Malcolm est particulièrement pessimiste concernant le projet de Hammond. Il serait voué à l'échec en raison « dʼinstabilités structurelles ». Un autre passager embarque à San José, Dennis Nedry, le technicien qui a conçu le réseau informatique complexe du parc. À l'insu de Hammond, Nedry a été enrôlé par une compagnie rivale, Biosyn, pour voler le travail de InGen à ses propres fins. 

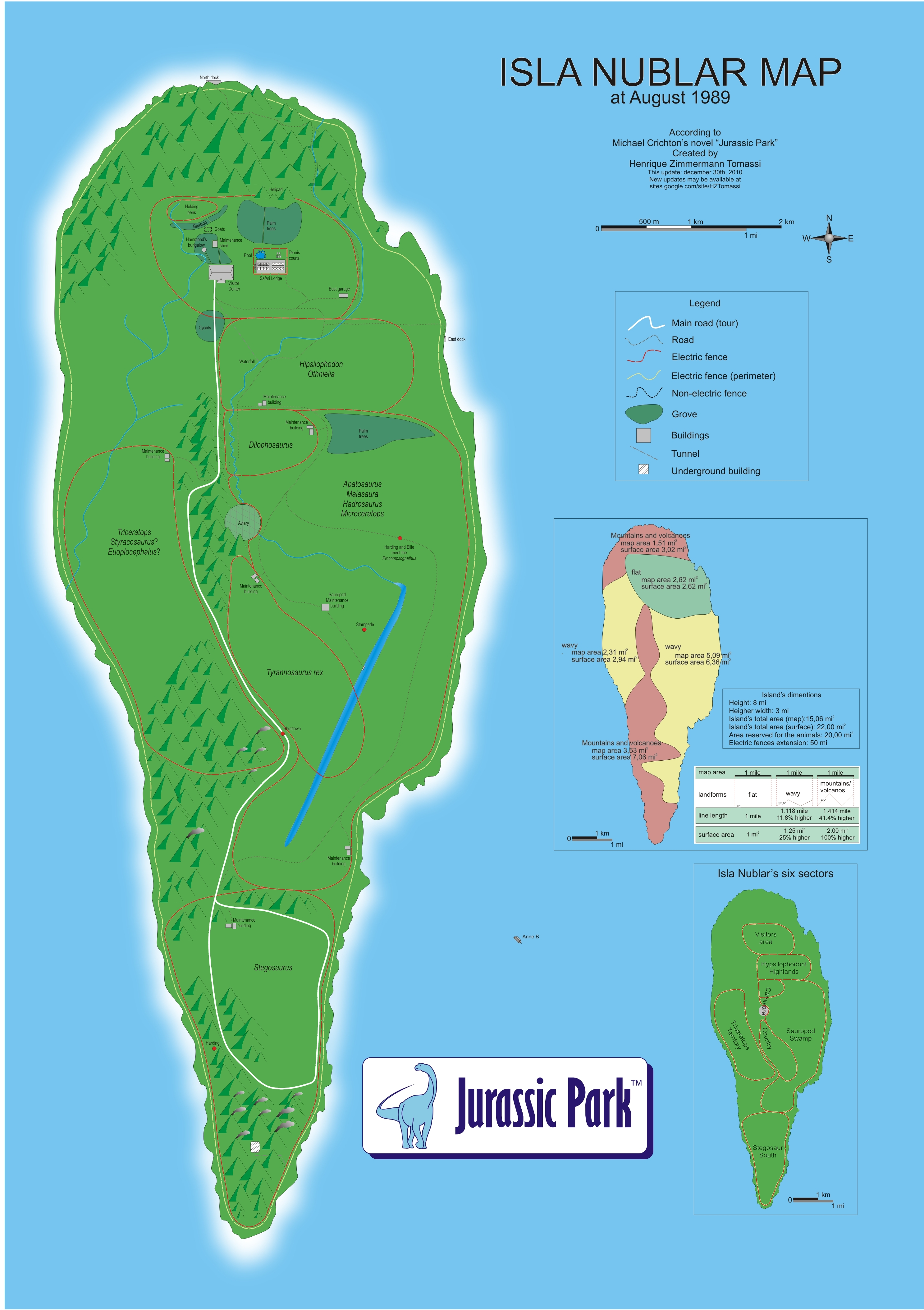
Carte d'Isla Nublar réalisée par des lecteurs, sur la base des descriptions du roman.

L'hélicoptère arrive en vue d'Isla Nublar, la réserve de Hammond, d'une superficie de soixante kilomètres carrés. La véritable nature du projet du vieux milliardaire est rapidement révélée aux visiteurs : InGen a recréé plusieurs espèces de dinosaures à partir d'une technologie génétique révolutionnaire consistant à extraire de l'ADN retrouvé dans de lʼambre fossilisée. De nombreux dinosaures évoluent sur l'île sous la surveillance des techniciens du parc. L'émerveillement passé, le groupe constate amèrement que Hammond tente de contrôler ces animaux issus d'un lointain passé comme de vulgaires attractions touristiques. Grant déplore les manipulations des scientifiques pour empêcher les dinosaures de se reproduire, accélérer leur croissance, et les manipulations pour reconstituer leur code génétique endommagé ou perdu. Les créations de Hammond lui apparaissent plus comme des monstres que comme d'authentiques dinosaures.
Le groupe est rejoint par les petits-enfants de Hammond : « Lex » et son grand frère, Tim. La visite du parc commence avec le guide Ed Regis, à bord de véhicules électriques traversant l'île pour observer les animaux parqués dans des enclos. Ils découvrent sur le circuit un Stégosaure malade, intoxiqué par des baies. Ellie et Gennaro décident de rester avec le vétérinaire. Malcolm tente d'avertir Hammond sur les dangers de cette réserve biologique, prétextant que l'Homme et le dinosaure ne peuvent pas cohabiter ensemble, et que de grandes catastrophes sont à prévoir. Il devine également que le nombre d'animaux est bien plus important que celui prévu par le système de compte automatique. Le milliardaire et ses employés découvrent horrifiés que plus de cinquante animaux évoluent librement dans le parc, malgré la technologie génétique leur interdisant de se reproduire. Grant suggère que ces individus ont pondu des nids en des endroits reculés de l'île, et que certains ont même réussis à s'enfuir comme en témoignent les récents incidents au Costa Rica. Hammond rétorque que cela est impossible, car les animaux ont été créés déficients en lysine, pour qu’il ne puissent pas survivre en liberté. Mais ils découvrent qu'une certaine variété de plantes secrète cet acide aminé sur l'île, et que les bêtes s'en nourrissent...
Au même moment, Nedry joue un double jeu. Sous les ordres de Lewis Dodgson, cadre de Biosyn, l'employé vole 15 embryons congelés de dinosaures. Pour cela, il désactive les systèmes de sécurité du parc alors qu'un violent orage s'abat sur l'île. Il se rend ensuite en jeep vers le port où il doit confier les embryons à un mouchard moyennant une belle somme. Son plan s'effondre quand, se perdant au milieu dʼune pluie battante, lʼinformaticien tombe nez à nez avec un Dilophosaure... Nedry disparu, les techniciens du parc essaient vainement de rétablir le système de sécurité, système primordial puisquʼil commande les barrières électrifiées entourant les enclos des dinosaures. Pendant ce temps, la panne de courant immobilise le groupe de Grant à proximité de lʼenclos du Tyrannosaurus Rex. En regardant à travers ses jumelles nocturnes vers la mer, Lex remarque que certains petits dinosaures se faufilent sur le cargo de ravitaillement qui vient de quitter l'île pour le continent sud-américain. Grant les identifie comme des Vélociraptors. Il tente d'avertir le centre mais la radio n'émet que des crachotements. Les enclos n'étant plus électrifiés, l'énorme Tyrannosaure franchit la barrière et blesse gravement Malcolm. Sortis indemnes de lʼattaque, les enfants retrouvent rapidement Grant et voient Regis se faire dévorer par le second Tyrannosaure. Ensemble, ils se mettent en route vers le centre des visiteurs.
Le chaos se répand sur l'île, comme Malcolm l'avait prévu. Carnivores et herbivores se mélangent pour recréer un écosystème préhistorique. Les Vélociraptors sont particulièrement dangereux et chassent en meute. De nombreux techniciens trouvent la mort en tentant de remettre de l'ordre dans le parc. Après une éprouvante traversée dans la jungle avec les enfants, Grant essaye avec Ellie de remettre le générateur sous tension. Pendant ce temps, Lex et Tim tentent d'échapper aux raptors dans la cafétéria. Tim, relativement doué en informatique, tente de réactiver les clôtures électriques lui-même. Il parvient à le faire juste avant que les reptiles ne pénètrent dans le bâtiment . Le garçon appelle ensuite le cargo de ravitaillement, qui est sur le point d'accoster au Costa Rica. Gennaro ordonne au navire de revenir sur l'île en raison des dinosaures embarqués clandestinement à bord. Grant, Gennaro, Sattler et le chasseur Muldoon s'aventurent pour trouver le nid des Raptors dans l'espoir de déterminer leur nombre croissant. 
Au même moment, Hammond, profondément dépité par le fait que son parc ne sera jamais ouvert au public à cause de ces tragiques évènements, se retire dans son pavillon. Sur le chemin, il trébuche et tombe dans un ravin. Il est bientôt attaqué et dévoré vivant par un groupe de Procompsognathus. Enfin, la Garde nationale débarque sur Isla Nublar et embarque les survivants. Alors que l'hélicoptère de secours s'éloigne vers la côte, Jurassic Park est bombardé par les militaires. Quelques jours plus tard, Grant apprend par un fonctionnaire du Costa Rica que de grands lézards inconnus ont récemment été observés dans la jungle profonde sud-américaine, près de cultures de soja, riche en lysine...

### Espèces apparaissant dans le roman
- Tyrannosaurus
- Velociraptor (plus proche de Deinonychus)
- Dilophosaurus
- Procompsognathus
- Apatosaurus
- Dryosaurus
- Euoplocephalus
- Hadrosaurus
- Maiasaura
- Microceratus
- Nanosaurus
- Stegosaurus
- Styracosaurus
- Triceratops
- Cearadactylus

## Accueil
Le roman reçoit un bon accueil des critiques américains. Dans le New York Times, Christopher Lehmann-Haupt indique que « malgré la manière prévisible et mécanique dont son intrigue se met en route, Jurassic Park se révèle être un spécimen supérieur du mythe, et aisément le meilleur roman de Crichton à ce jour »,.

## Postérité
Michael Crichton écrit une suite à Jurassic Park qui paraît en 1995 sous le titre Le Monde perdu (The Lost World). L'auteur reprend le titre et l'idée très générale du roman de Conan Doyle paru en 1912, dans lequel un groupe de savants découvre un plateau isolé du reste du monde et où survivent plusieurs espèces disparues.
Dans Le Monde perdu de Crichton, une équipe d'explorateurs, dont le mathématicien Ian Malcolm qui a survécu aux événements de Jurassic Park, se rendent sur le Site B, une seconde île achetée par la société de Hammond qui abritait des laboratoires et enclos pour jeunes dinosaures. Après les événements du premier livre, les dinosaures, revenus à l'état sauvage sur cette seconde île laissée à l'abandon, Isla Sorna, ont créé un écosystème unique.

## Adaptation
Le roman a été adapté en film par Steven Spielberg en 1993. Spielberg est en contact avec Crichton dès avant la parution du roman pour travailler sur ce qui devient par la suite la série Urgences, et il fait partie des cinéastes qui proposent à l'auteur d'acheter les droits d'adaptation du roman au cinéma ; c'est Spielberg et le studio de production Universal qui les obtiennent. Crichton fournit les premières versions du scénario, mais laisse ensuite Spielberg le faire retravailler à sa guise (il ne souhaite pas passer à nouveau trois ans à retravailler une histoire qui lui avait coûté de longs efforts entre le scénario de 1983 et le roman paru en 1990). Crichton explique son travail sur le scénario en termes de raccourcissement, de simplification et de compromis dus à des contraintes principalement budgétaire. « C'est un livre indéniablement long, et le scénario ne peut garder qu'entre 10 et 20 pour cent de son contenu environ. Alors ce que vous essayez de faire en réalité, c'est de créer une sorte de nouvelle qui reproduit la qualité du roman, préserve l'ensemble de ses scènes marquantes, et garde le flux logique qui apparaît dans la discussion beaucoup plus longue et plus développée [du roman]. »